# Paul Schüler
Paul Schüler (* 14. Juni 1987) ist ein deutscher Wasserballspieler.

## Werdegang
Paul Schüler spielt seit dem Jahr 1993 Wasserball. Nach seiner Jugendzeit wurde er beim ASC Duisburg in den Bundesligakader übernommen, in dem er als Rückraumspieler zur Stammkraft avancierte. 2008 wurde er erstmals in die deutsche Nationalmannschaft berufen, für die er seitdem 125 Länderspiele (Stand: 2015) bestritten hat. Unter anderem nahm er an der Weltmeisterschaft 2011 in Shanghai teil, bei der Deutschland unter Trainer Hagen Stamm den achten Platz belegte.
Mit seinem Verein zählt Schüler zur nationalen Spitze. Die Duisburger gewannen in den Jahren 2010 und 2013 den DSV-Pokal. 2013 gelang ihm mit den „Amateuren“ sogar das Double, als die deutsche Meisterschaft gegen den Erzrivalen Wasserfreunde Spandau 04 errungen wurde.
Ab dem Wintersemester 2013/14 studierte Schüler Sportwissenschaften an der Ruhr-Universität Bochum.